# Olaf in der Beek

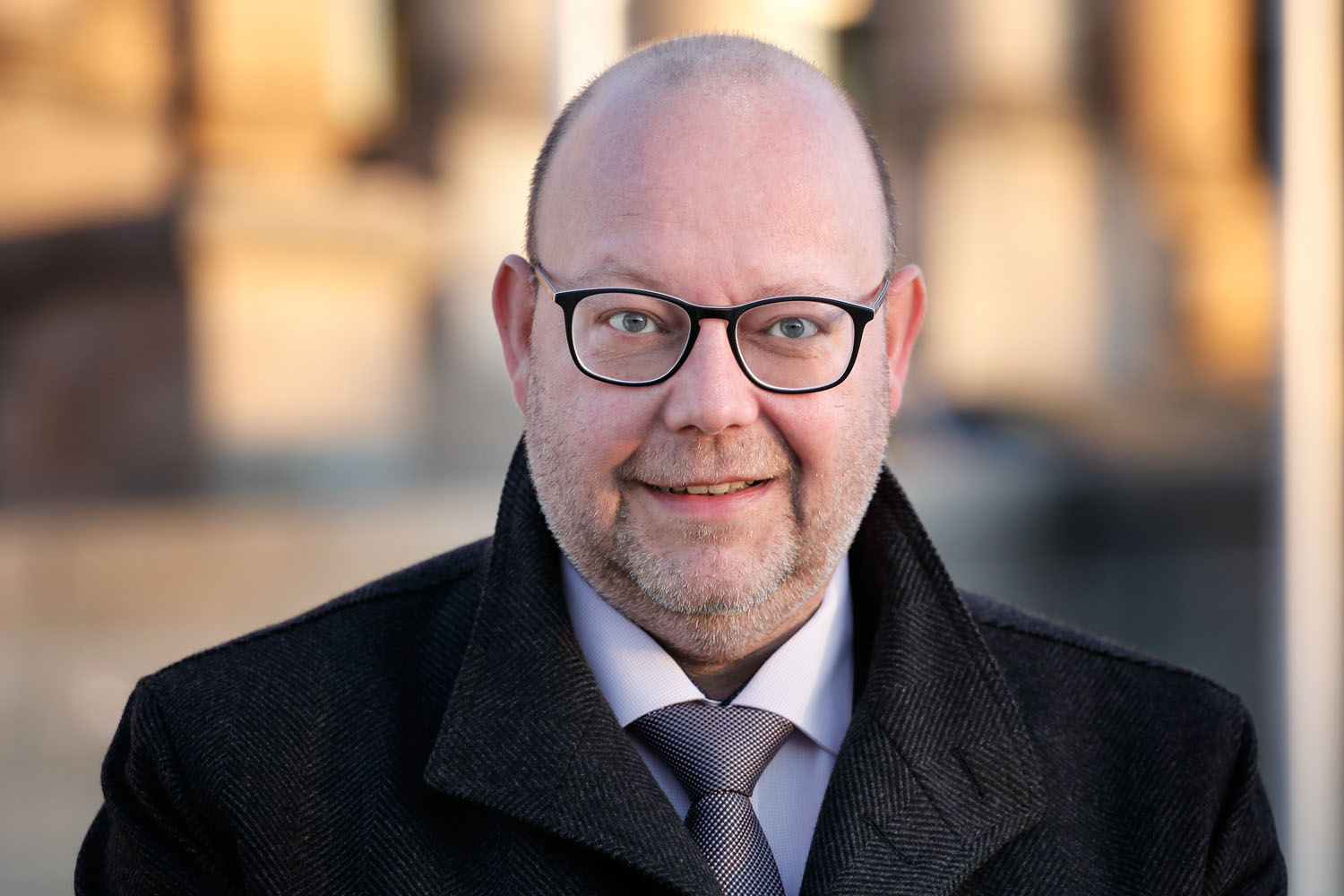
Olaf in der Beek (2017)

Olaf in der Beek (* 31. Juli 1967 in Bochum) ist ein deutscher Politiker (FDP). Er war von 2017 bis 2025 Mitglied des Deutschen Bundestages.

## Leben
Nach der Fachhochschulreife begann in der Beek ein Studium der Betriebswirtschaftslehre an der Hochschule Bochum, schloss dieses jedoch nicht ab. Bis zur Beendigung seines Studiums arbeitete in der Beek beim Mitglied des Landtags Nordrhein-Westfalen Joachim Schultz-Tornau als persönlicher Referent, bis er 1993 als Angestellter in die Medienwirtschaft wechselte. Nachdem er zu einem leitenden Angestellten im Verlags- und Druckereiwesen aufgestiegen war, machte er sich ab 2008 in der Medienbranche selbstständig. Vor seinem Einzug in den Deutschen Bundestag war er geschäftsführender Gesellschafter eines mittelständischen Verbundunternehmens, das er 2016 in die Eigenverwaltung führen musste. Anfang 2017 konnte eine Insolvenz des Unternehmens nicht abgewendet werden.

## Parteiaktivitäten

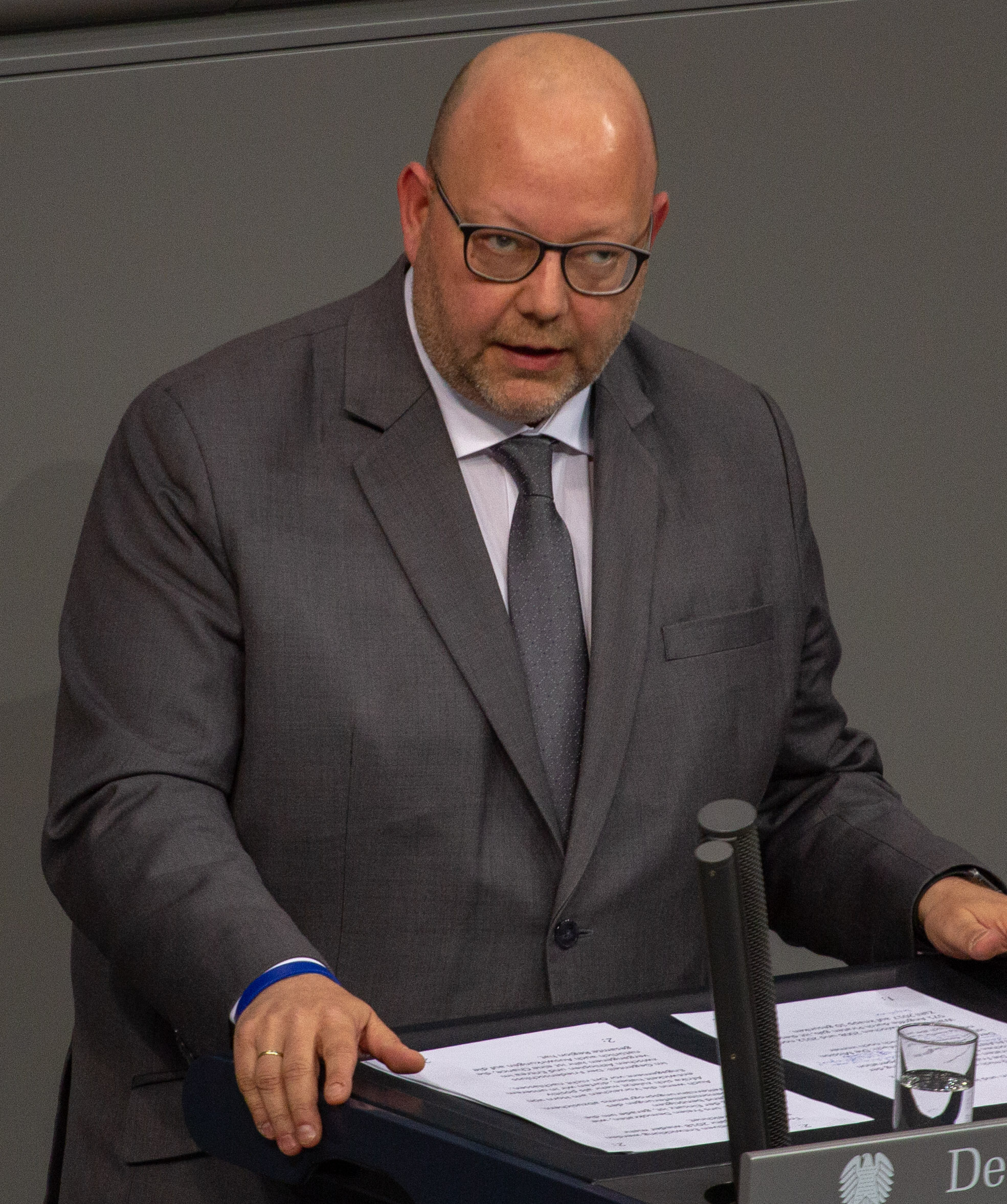
Olaf in der Beek im Bundestag, 2019

Beek war in den 1980er Jahren in der FDP und den Jungen Liberalen aktiv, ließ seine Mitgliedschaft dann 20 Jahre lang ruhen und trat schließlich aus der Partei aus. 2013 meldete er sich bei den Freien Demokraten wieder an. Er war bis März 2022 Kreisvorsitzender der FDP Bochum und ist Mitglied im Bezirksvorstand der FDP im Ruhrgebiet. Neben seinem Amt als Landesvorsitzender des Liberalen Mittelstandes NRW ist er seit 2017 auch Mitglied im Bundesvorstand des Liberalen Mittelstandes.
Zur Bundestagswahl 2017 kandidierte der ehemalige Stipendiat der Naumann-Stiftung in der Beek im Wahlkreis Bochum I und zog über Platz 19 der Landesliste der FDP Nordrhein-Westfalens in den Bundestag ein. Im 19. Deutschen Bundestag war in der Beek Obmann des Ausschusses für wirtschaftliche Zusammenarbeit und Entwicklung. Zudem gehörte er als ordentliches Mitglied dem Ausschuss für Umwelt, Naturschutz und nukleare Sicherheit an. Als stellvertretendes Mitglied war in der Beek im Auswärtigem Ausschuss vertreten.
Im 20. Deutschen Bundestag wurde er zum Obmann seiner Fraktion im Ausschuss für Klimaschutz und Energie gewählt, zudem war er Mitglied im Ausschuss für Umwelt, Naturschutz, nukleare Sicherheit und Verbraucherschutz sowie erneut stellvertretendes Mitglied im Auswärtigen Ausschuss.
Bei der Bundestagswahl 2025 trat er nicht erneut an.

## Privates
In der Beek ist verheiratet und hat zwei leibliche erwachsene Kinder und eine erwachsene Stieftochter. Er ist Mitglied der Landsmannschaft Ubia Brunsviga Palaeomarchia im CC zu Bochum.